# Ерголдсбах
Ерголдсбах (њем. Ergoldsbach) град је у њемачкој савезној држави Баварска. Једно је од 35 општинских средишта округа Ландсхут. Према процјени из 2010. у граду је живјело 7.449 становника. Посједује регионалну шифру (AGS) 9274127.

## Географски и демографски подаци
Ерголдсбах се налази у савезној држави Баварска у округу Ландсхут. Град се налази на надморској висини од 416 метара. Површина општине износи 57,0 km². У самом граду је, према процјени из 2010. године, живјело 7.449 становника. Просјечна густина становништва износи 131 становника/km².